# Heinrich Thorbecke

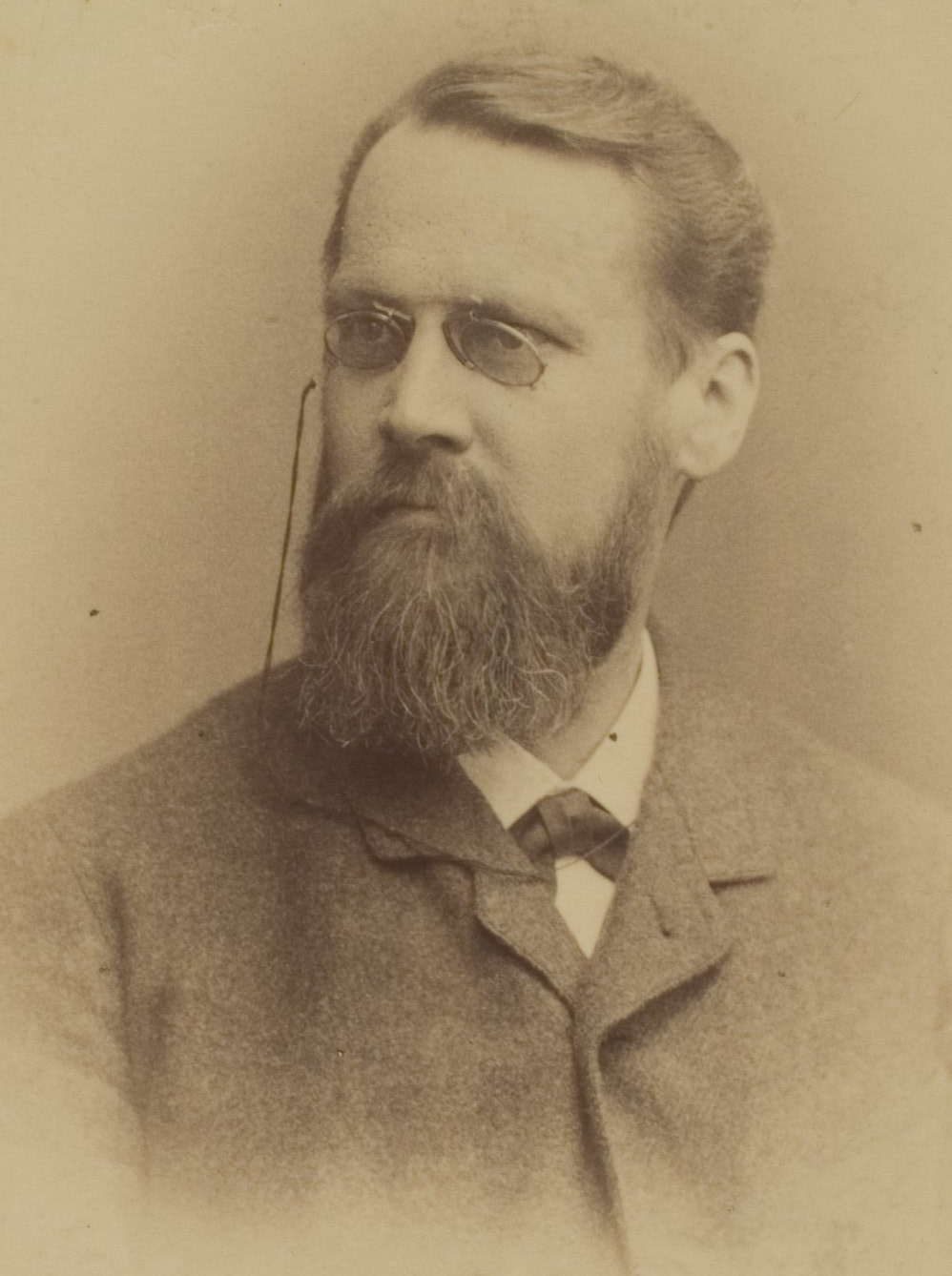
Heinrich Thorbecke; Fotograf: Eduard Schultze

Andreas Heinrich Thorbecke (* 14. März 1837 in Meiningen; † 3. Januar 1890 in Mannheim) war ein deutscher Hochschullehrer und Arabist.

## Leben

### Familie
Heinrich Thorbecke war der Sohn des Tabakfabrikanten August Franz Thorbecke (* 8. Februar 1801 in Kassel; † 18. November 1846 in Mannheim), der 1843 nach Mannheim in das von dessen Vater betriebene Geschäft zurückkehrte, allerdings bereits 1846 verstarb. Seine Mutter war Amalie (geb. Ausfeld) (* 14. April 1814 in Meiningen; † 31. März 1889 in Mannheim); er hatte noch fünf Geschwister, zu denen unter anderem der Großindustrielle und Politiker Franz Thorbecke (* 16. Januar 1843 zu Meiningen; † 1. August 1892 in Arosa) gehörte.
Am 4. Januar 1869 heiratete er Emma (geb. Bassermann).

### Werdegang
Heinrich Thorbecke besuchte die Volksschule und das Lyzeum (siehe Karl-Friedrich-Gymnasium Mannheim) in Mannheim. Nach dem frühen Tod seines Vaters übergab ihn seine Mutter mit drei Brüdern der Salzmann’schen Erziehungsanstalt Schnepfenthal (siehe Salzmannschule Schnepfenthal) mit deren Leitern Carl Salzmann (1784–1870) und seit 1848 Wilhelm Ausfeld (1814–1880) sie verwandt war. Er besuchte die Lehreinrichtung bis 1851 und kehrte darauf wieder an das Mannheimer Lyzeum zurück; durch den Lehrer Friedrich Ebner (1818–1871) erhielt er den ersten Unterricht im Arabischen und dieser las auch mit ihm Hebräisch.
Er immatrikulierte sich am 1. November 1854 zu einem Philologiestudium an der Universität Erlangen und hörte Vorlesungen bei Ludwig von Döderlein und Carl Friedrich Nägelsbach. Nach einem Wechsel an die Universität Göttingen hörte er unter anderem Vorlesungen bei Friedrich Wilhelm Schneidewin und Karl Friedrich Hermann; nachdem beide kurz hintereinander verstorben waren, unterzeichnete Heinrich Thorbecke 1856 eine Erinnerungsschrift des Seminars des Philologen Hermann Usener. An diesem Seminar nahmen zu seiner Zeit unter anderem Wilhelm Junghans und Georg Bühler teil.
Von 1856 bis 1857 studierte er an der Universität Berlin und hörte Vorlesungen bei August Boeckh, Heinrich Ritter und Eduard Gerhard. Er setzte das Studium im Sommer 1857 an der Universität Jena und 1858 an der Universität Heidelberg fort. Im Herbst 1858 bestand er das philologische Staatsexamen in Karlsruhe und promovierte im Frühling 1859 an der Universität Heidelberg zum Dr. phil. Nachdem er kurze Zeit als Hauslehrer in Hamburg tätig gewesen war, ging er zu dem Orientalisten Marcus Joseph Müller nach München, musste seine Studien jedoch öfter unterbrechen. Von 1864 bis 1868 vertiefte er seine Studien bei Heinrich Leberecht Fleischer in Leipzig.
1868 habilitierte er mit seiner Schrift Antarah ein vorislamischer Dichter an der Philosophischen Fakultät der Universität Heidelberg und wurde erst Privatdozent, bis er im Januar 1873 zum außerordentlichen Professor ernannt wurde.
Er erhielt 1885 eine Berufung als außerordentlicher Professor an die Universität Halle und wurde am 9. November 1887 zum ordentlichen Professor der semitischen orientalischen Sprachen in der Theologischen Fakultät ernannt. Im Herbst 1889 wurde er nach Heidelberg zurückgerufen, aber ehe er dort seinen Lehrstuhl zu Ostern 1890 übernehmen konnte, verstarb er an Typhus bei seinen Geschwistern in Mannheim während er dort die Weihnachtsferien verbrachte.
Zu seinen Studenten an der Universität Halle gehörten unter anderem August Fischer, der ihm seine Dissertation 1889 widmete und Jakob Hausheer, der bei ihm zum Dr. phil. promovierte.
Berufungen an die Universität Tübingen, die Universität München, die Universität Breslau sowie die Universität Wien lehnte er ab.

### Berufliches und schriftstellerisches Wirken
Heinrich Thorbecke war einer der bedeutendsten unter den Forschern und Kennern auf dem Gebiete der arabischen Literatur des 19. Jahrhunderts. Seine Bedeutung konnte jedoch erst nach der Katalogisierung seines Nachlasses, der durch seine Witwe der Deutschen Morgenländischen Gesellschaft übergeben worden war, durch August Müller und Albert Socin, die eine Einsicht in die Art und der Ausdehnung seiner Arbeiten genommen und ihre Ergebnisse in der Zeitschrift der Deutschen Morgenländischen Gesellschaft 1891 veröffentlicht hatten, gewürdigt werden.
Seine wissenschaftliche Laufbahn begann er im Alter von einunddreißig Jahren mit der Ausrichtung der historischen Erforschung des Arabischen, von der Sprache der alten Dichter bis zu den damaligen Vulgärdialekten, von denen er dann wieder vergleichende Betrachtungen der übrigen semitischen Dialekte ausgehen lassen wollte. Er konzentrierte seine Arbeit einerseits auf die alten Dichter und auf die Neueren, deren arabisch noch unverfälscht zum Ausdruck gekommen war, und andererseits auf die arabischen Vulgärdialekte. Er dehnte auf diesen Gebieten seine Lektüre und seine Sammlungen in einer Weise aus, die sich nicht auf gedruckte Texte beschränkte, sondern entnahm seinen Stoff aus zahlreichen von ihm selbst abgeschriebenen und kollationierten Handschriften. Seine Quellenverweisungen der lexikalischen Notizen bezogen sich auf 136 arabische und 155 abendländische Schriftsteller. Er trug seine Nachweise in seinem Handexemplar des Arabischen Lexikons von Georg Wilhelm Freytag sowie auf ungefähr 100.000 Zetteln ein, die beides zusammen eine unteilbare Einheit bildeten.
Seine literarischen Arbeiten bewegten sich auf dem Feld der altarabischen Poesie.
In seiner Schrift Ibn Durejd's Kitâb al - malâḥinals, als Beitrag für die Philologenversammlung in Karlsruhe, veröffentlichte er 1882 eine Sammlung doppelsinniger Redensarten, mit denen man beim Schwur täuschen konnte.
Mit seiner Veröffentlichung Miḫâ’îl Sabbâg’s Grammatik der arabischen Umgangssprache in Syrien und Aegypten veröffentlichte er 1886 den ältesten Versuch, das moderne Arabisch grammatisch zu beschreiben, den der 1816 in Paris verstorbene Syrer Michel Sabbagh (1784–1816) verfasst hatte, und der bis dahin ungedruckt in der Münchener Bibliothek lag.
1886 veröffentlichte er in einem ersten Heft eine Ausgabe der alten Gedichtsammlung der Mufaḍḍalijât. Eine Fortsetzung dieser Reihe verhinderte sein früher Tod.
Neben diesen Publikationen schrieb er noch Rezensionen über neu erschienene Werke der arabischen Literatur, die unter anderem in der Zeitschrift der Deutschen Morgenländischen Gesellschaft abgedruckt wurden.

## Mitgliedschaften
Heinrich Thorbecke war Mitglied der Deutschen Morgenländischen Gesellschaft und 1877 Gründungsmitglied des Deutschen Palästina-Vereins. Er gehörte 1884 dem Festkomitee zur Hundertjährigen Feier der Erziehungsanstalt Schnepfenthal an.

## Schriften (Auswahl)
- Antarah ein vorislamischer Dichter. Leipzig, 1867 (Digitalisat).
- Al-Ḥarîrî's Durrat-Al-Ġawwâṣ. Leipzig, 1871 (Digitalisat).
- Al-A'schā's Lobgedicht auf Mahammed. 1875 (Digitalisat).
- Ibn Durejd's Kitâb al - malâḥin. Heidelberg, 1882 (Digitalisat).
- Die Mufaḍḍalijât, 1. Heft. Leipzig, 1885 (Digitalisat).
- Miḫâ’îl Sabbâg’s Grammatik der arabischen Umgangssprache in Syrien und Aegypten. Strassburg, 1886 (Digitalisat).
- Dem Andenken Heinrich Leberecht Fleischer's. In: Zeitschrift der Deutschen Morgenländischen Gesellschaft, Band 42. 1888. S. 695–700 (Digitalisat).